# Auburn (Washington)
Auburn és una població dels Estats Units a l'estat de Washington. Segons el cens del July 1, 2009 tenia 63.544 habitants.

## Demografia
Segons el cens del 2000, Auburn tenia 40.314 habitants, 16.108 habitatges, i 10.051 famílies. La densitat de població era de 732,1 habitants per km².
Dels 16.108 habitatges en un 32,8% hi vivien nens de menys de 18 anys, en un 43,7% hi vivien parelles casades, en un 13,4% dones solteres, i en un 37,6% no eren unitats familiars. En el 29,1% dels habitatges hi vivien persones soles el 9,1% de les quals corresponia a persones de 65 anys o més que vivien soles. El nombre mitjà de persones vivint en cada habitatge era de 2,47 i el nombre mitjà de persones que vivien en cada família era de 3,05.
Per edats la població es repartia de la següent manera: un 26,6% tenia menys de 18 anys, un 9,5% entre 18 i 24, un 31,6% entre 25 i 44, un 20,7% de 45 a 60 i un 11,6% 65 anys o més.
L'edat mediana era de 34 anys. Per cada 100 dones de 18 o més anys hi havia 95,5 homes.
La renda mediana per habitatge era de 39.208 $ i la renda mediana per família de 45.426 $. Els homes tenien una renda mediana de 36.977 $ mentre que les dones 27.476 $. La renda per capita de la població era de 19.630 $. Aproximadament el 10,2% de les famílies i el 12,8% de la població estaven per davall del llindar de pobresa.

## Poblacions més properes
El següent diagrama mostra les poblacions més properes.